# Mehrwertdienst (Logistik)
Mehrwertdienste oder -dienstleistungen in der Logistik (engl. Value Added Services oder VAS) sind Dienstleistungen, die über das eigentliche Kerngeschäft der Güterbeförderung hinausgehen und vom Kunden verlangt werden können.
Mehrwertdienstleistungen werden entgeltfrei oder kostenpflichtig angeboten.
Die Mehrwertdienste können entlang der gesamten Wertschöpfungskette angeboten werden (Transport-, Umschlag- und Lagerprozesse). Zu diesen Diensten gehören z. B. Verpackungslogistik und Entsorgungslogistik, aber auch Etikettierung.
Beispiele für produktorientierte Logistik-Mehrwertdienste:
- Montage-/Demontage
- Verpacken/Umpacken
- Produktveredelung
- Recycling
- Reparatur
- Qualitätssicherung und -kontrolle

Beispiele für prozessorientierte Logistik-Mehrwertdienste:
- Etikettierung
- Kommissionierung
- Konfektionierung
- Regalservice
- Retourenmanagement
- Zollabwicklung